# Wijkia
Wijkia, biljni rod iz porodice Sematophyllaceae, pripada redu Hypnales i pravim mahovinama. Pripada mu četrdesetak vrsta iz Afrike i Azije.
Vrste ovoga roda prethodno su bile uključene u nelegitimni rod Acanthocladium Mitt., a 1971. Crum je za njih osnovao novi rod Wijkia.

## Vrste
1. Wijkia albescens
2. Wijkia alboalaris
3. Wijkia alstonii
4. Wijkia annamensis
5. Wijkia baculifera
6. Wijkia bessonii
7. Wijkia brevifolia
8. Wijkia carlottae
9. Wijkia ceylonensis
10. Wijkia clarkii
11. Wijkia clastobryoides
12. Wijkia comosa
13. Wijkia concavifolia
14. Wijkia costaricensis
15. Wijkia crossii
16. Wijkia cuynetii
17. Wijkia deflexifolia
18. Wijkia dentigera
19. Wijkia extenuata
20. Wijkia filifera
21. Wijkia filipendula
22. Wijkia flagellifera
23. Wijkia flagelliformis
24. Wijkia gracilis
25. Wijkia hornschuchii
26. Wijkia jacobsonii
27. Wijkia jungneri
28. Wijkia laxa
29. Wijkia laxitexta
30. Wijkia lepida
31. Wijkia letestui
32. Wijkia macgregorii
33. Wijkia madagassa
34. Wijkia nivea
35. Wijkia pendula
36. Wijkia penicillata
37. Wijkia pinnata
38. Wijkia polymorpha
39. Wijkia protensa
40. Wijkia radiculosa
41. Wijkia rutenbergii
42. Wijkia sublepida
43. Wijkia subnitida
44. Wijkia surcularis
45. Wijkia tanytricha
46. Wijkia trichocolea
47. Wijkia trichocoleoides